# 旧屈尔茨
旧屈尔茨是德国莱茵兰-普法尔茨州的一个市镇。总面积7.58平方公里，总人口428人，其中男性209人，女性219人（2011年12月31日），人口密度56人/平方公里。